# Liste der Baudenkmale in Berne
In der Liste der Baudenkmale in Berne sind die Baudenkmale der niedersächsischen Gemeinde Berne und ihrer Ortsteile aufgelistet. Der Stand der Liste ist der 22. Mai 2022.

## Allgemein
In den Spalten befinden sich folgende Informationen:
- Lage: die Adresse des Baudenkmales und die geographischen Koordinaten. Kartenansicht, um Koordinaten zu setzen. In der Kartenansicht sind Baudenkmale ohne Koordinaten mit einem roten Marker dargestellt und können in der Karte gesetzt werden. Baudenkmale ohne Bild sind mit einem blauen Marker gekennzeichnet, Baudenkmale mit Bild mit einem grünen Marker.
- Bezeichnung: Bezeichnung des Baudenkmales
- Beschreibung: die Beschreibung des Baudenkmales. Unter § 3 Abs. 2 NDSchG werden Einzeldenkmale und unter § 3 Abs. 3 NDSchG Gruppen baulicher Anlagen und deren Bestandteile ausgewiesen.
- ID: die Objekt-ID des Baudenkmales
- Bild: ein Bild des Baudenkmales, ggf. zusätzlich mit einem Link zu weiteren Fotos des Baudenkmals im Medienarchiv Wikimedia Commons. Wenn man auf das Kamerasymbol klickt, können Fotos zu Baudenkmalen aus dieser Liste hochgeladen werden:

## Bardenfleth
| Lage                                       | Bezeichnung               | Beschreibung | ID       | Bild |
| ------------------------------------------ | ------------------------- | --- | -------- | ---- |
| Am Schaart 2 53° 10′ 32″ N, 8° 33′ 58″ O   | Wohnhaus                  | Fachwerkbauhaus der 1. Hälfte des 19. Jhs., Stall von um 1900                                                         | 36102481 | BW   |
| Deichstraße 214 53° 10′ 32″ N, 8° 34′ 2″ O | Hofanlage Deichstraße 214 | Wohn- und Wirtschaftsgebäude, Scheune und Speicher                                                                    | 36099072 | BW   |
| Deichstraße 214 53° 10′ 32″ N, 8° 34′ 2″ O | Wohn-/ Wirtschaftsgebäude | Zweiständerhallenhaus von 1818 mit Steinaußenwänden und in Fachwerk, im Kern aus dem 18. Jh., Wohnhausanbau von 1910. | 36102505 | BW   |
| Deichstraße 214 53° 10′ 32″ N, 8° 34′ 1″ O | Scheune                   | Fachwerkscheune vom 17. Jh.                                                                                           | 36102531 | BW   |
| Deichstraße 214 53° 10′ 31″ N, 8° 34′ 2″ O | Speicher                  | Kleiner Fachwerkbau in Wandständerkonstruktion vom späten 18. oder frühen 19. Jh.                                     | 36102556 | BW   |
| Deichstraße 218 53° 10′ 30″ N, 8° 34′ 6″ O | Wohn-/ Wirtschaftsgebäude | Zweiständerhallenhaus in Fachwerk im Kern von 1630 mit angebautem Wohnhaus von um 1915                                | 36102581 | BW   |
| Deichstraße 218 53° 10′ 30″ N, 8° 34′ 5″ O | Rinderstall               | Zweiständer-Hallenhaus in Fachwerk von um 1795                                                                        | 36102606 | BW   |
| Deichstraße 218 53° 10′ 29″ N, 8° 34′ 6″ O | Scheune                   | Verbohlte Fachwerkscheune in Ankerbalkenkonstruktion mit Querdurchfahrt von um 1700                                   | 36102631 | BW   |

## Berne
| Lage                                        | Bezeichnung               | Beschreibung | ID       | Bild           |
| ------------------------------------------- | ------------------------- | --- | -------- | -------------- |
| Am Breithof 53° 11′ 2″ N, 8° 28′ 39″ O      | Kirche St. Aegidius       | Saalkirche aus Sandsteinquadern mit rechteckigen Westturm, Turm und nördliche Außenmauer erhalten. Später nach Süden erweitert zur dreischiffigen, dreijochigen Hallenkirche auf quadratischem Grundriss, der dreigeschossig Turm erhöht, südseitige Strebepfeiler, drei Quersatteldächer, Kernbau aus dem späten 12. Jh., um- und neugebaut um die Mitte des 13. Jhs. (nach 1234)                     | 36102655 | Weitere Bilder |
| Am Breithof 53° 11′ 1″ N, 8° 28′ 39″ O      | Friedhof                  | Friedhof um die mittelalterliche Kirche St. Aegidius. Parkartig gestaltet mit Rasenflächen und Wegen. Mehrere alte Grabsteine, die ältesten aus dem 17. Jh. | 36102682 | BW             |
| Am Breithof 53° 11′ 3″ N, 8° 28′ 39″ O      | Kriegerdenkmal            | Sechseckiger Sandsteinsockel aus drei Stufen, darauf Eisengitter aus gotischem Maßwerk mit Eckfialen. Gitter auf jeder Seite bekrönt von Reichsadler mit Wappenschild, Eisernem Kreuz und zwei Inschrifttafeln, darauf Ereignisse des Deutsch-Französischen Kriegs und Namen der Berner Gefallenen. Im Zentrum Friedenseiche (2017 neu gepflanzt). Errichtet 1872 nach Entwurf des Bildhauers Warsleb. | 36102708 |                |
| Am Breithof 1 53° 11′ 4″ N, 8° 28′ 40″ O    | Wohnhaus                  | Eckhaus zur Langen Straße als Putzbau von um 1900. | 44360247 | BW             |
| Am Breithof 2 53° 11′ 4″ N, 8° 28′ 40″ O    | Wohnhaus                  | Putzbau aus dem 19. Jh. | 44360260 | BW             |
| Am Breithof 3 53° 11′ 3″ N, 8° 28′ 40″ O    | Wohnhaus                  | Wohnhaus aus dem 19. Jh. | 36104388 | BW             |
| Am Breithof 4 53° 11′ 3″ N, 8° 28′ 40″ O    | Wohnhaus                  | Putzbau aus dem 19. Jh. | 44360276 | BW             |
| Am Breithof 5 53° 11′ 3″ N, 8° 28′ 38″ O    | Wohnhaus                  | Backsteinbau aus der 1. Hälfte des 19. Jhs., umgebaut am Ende des 19. Jhs. | 44360290 | BW             |
| Am Breithof 6 53° 11′ 4″ N, 8° 28′ 38″ O    | Schule                    | Putzbau von 1904, Neubau für die Bürgerschule an der Stelle des vormaligen Amtshauses, heute Rathaus | 36102737 |                |
| Am Breithof 7 53° 11′ 4″ N, 8° 28′ 38″ O    | Wohnhaus                  | Putzbau mit Schweifgiebel von um 1910 | 44360302 | BW             |
| Am Breithof 8 53° 11′ 4″ N, 8° 28′ 39″ O    | Hotel                     | Eckhaus als Putzbau aus der zweiten Hälfte des 19. Jhs. als Hotel Denker, heute Teil des Rathauses | 36102768 |                |
| Am Kirchhof 1 53° 11′ 2″ N, 8° 28′ 42″ O    | Küsterhaus                | Backsteinbau mit Fachwerkgiebeln aus der 1. Hälfte des 19. Jhs. | 36102797 |                |
| Am Kirchhof 2 53° 11′ 1″ N, 8° 28′ 42″ O    | Wohnhaus                  | Backsteinbau aus dem 19. Jh. | 44360314 | BW             |
| Am Kirchhof 3 53° 11′ 1″ N, 8° 28′ 42″ O    | Wohnhaus                  | ehemalige Volksschule | 50488448 | BW             |
| Am Kirchhof 4 53° 10′ 59″ N, 8° 28′ 41″ O   | Pastorat                  | Hallenhaus in Backstein, Östlicher Teil wohl um 1800 erbaut, westlicher um 1880 | 36102823 | BW             |
| Bahnhofstraße 4 53° 11′ 1″ N, 8° 28′ 35″ O  | Wohnhaus                  | Backsteinbau mit Drempel vom Typ Oldenburger Hundehüttevon wohl um 1870 | 36102849 | BW             |
| Lange Straße 5 53° 11′ 10″ N, 8° 28′ 37″ O  | Wohnhaus                  | geschlämmter Backsteinbau aus den 1890er Jahren | 36104367 | BW             |
| Lange Straße 7 53° 11′ 9″ N, 8° 28′ 38″ O   | Wohnhaus                  | geschlämmter Backsteinbau (Typus „Oldenburger Hundehütte“)von kurz vor 1910 | 36106816 | BW             |
| Lange Straße 9 53° 11′ 8″ N, 8° 28′ 38″ O   | Wohnhaus                  | Putzbau aus der 1. Hälfte oder um die Mitte des 19. Jhs. | 36106840 | BW             |
| Lange Straße 10 53° 11′ 8″ N, 8° 28′ 39″ O  | Wohnhaus                  | Putzbau aus der 1. Hälfte oder um die Mitte des 19. Jhs. | 36106863 | BW             |
| Lange Straße 11 53° 11′ 8″ N, 8° 28′ 39″ O  | Wohnhaus                  | Nach Abriss eines älteren denkmalgeschützten Wohnhauses wurde hier ein nicht denkmalgeschütztes neues Geschäftshaus mit Flachdach errichtet | 36106886 | BW             |
| Lange Straße 12 53° 11′ 7″ N, 8° 28′ 39″ O  | Wohnhaus                  | Putzbau aus der 1. Hälfte oder um die Mitte des 19. Jhs. | 36106909 | BW             |
| Lange Straße 13 53° 11′ 7″ N, 8° 28′ 39″ O  | Wohnhaus                  | Putzbau aus der 1. Hälfte oder um die Mitte des 19. Jhs. | 36106932 | BW             |
| Lange Straße 18 53° 11′ 4″ N, 8° 28′ 42″ O  | Wohnhaus                  | Putzbau von um 1895. | 36102898 | BW             |
| Lange Straße 21 53° 11′ 3″ N, 8° 28′ 43″ O  | Wohn-/Geschäftshaus       | Putzbau von um 1900 | 36102924 | BW             |
| Lange Straße 74 53° 10′ 55″ N, 8° 28′ 58″ O | Wohnhaus                  | Putzbau von 1907, zusammen mit dem Mühlengebäude als Wohnhaus des Müllers gebaut | 39031605 | BW             |
| Lange Straße 74 53° 10′ 56″ N, 8° 28′ 59″ O | Mühlengebäude             | Zweigeschossiger Backsteinbau einer Motormühle von 1907, heute kulturelle Nutzung als Kulturmühle | 36102950 | BW             |
| Weserstraße 53° 11′ 15″ N, 8° 29′ 17″ O     | Jüdischer Friedhof Berne  | | 36104217 |                |
| Weserstraße 24 53° 11′ 9″ N, 8° 29′ 0″ O    | Wohn-/ Wirtschaftsgebäude | Zweiständerhallenhaus mit Backsteinaußenmauern von wohl um die Mitte des 19. Jhs. | 36102980 | BW             |
| Weserstraße 24 53° 11′ 10″ N, 8° 29′ 1″ O   | Scheune                   | Fachwerkscheune in Ankerbalkenkonstruktionvon wohl um die Mitte des 19. Jhs. | 36103006 | BW             |

## Coldewei
| Lage                                     | Bezeichnung               | Beschreibung                                                                      | ID       | Bild |
| ---------------------------------------- | ------------------------- | --------------------------------------------------------------------------------- | -------- | ---- |
| Dorfstraße 7 53° 10′ 48″ N, 8° 29′ 30″ O | Wohn-/ Wirtschaftsgebäude | Zweiständerhallenhaus mit Backsteinaußenwänden von wohl um die Mitte des 19. Jhs. | 36103059 | BW   |

## Hekelermoor
| Lage                                      | Bezeichnung               | Beschreibung                                                                                                   | ID       | Bild |
| ----------------------------------------- | ------------------------- | --- | -------- | ---- |
| Brookstraße 28 53° 7′ 51″ N, 8° 29′ 21″ O | Baumbestand               | | 36107613 | BW   |
| Brookstraße 28 53° 7′ 51″ N, 8° 29′ 22″ O | Göpel                     | | 36104271 | BW   |
| Brookstraße 28 53° 7′ 50″ N, 8° 29′ 22″ O | Scheune                   | | 36105117 | BW   |
| Brookstraße 28 53° 7′ 50″ N, 8° 29′ 22″ O | Wohn-/ Wirtschaftsgebäude | | 36105144 | BW   |
| Brookstraße 28 53° 7′ 50″ N, 8° 29′ 22″ O | Zufahrt                   | | 36107081 | BW   |
| Brookstraße 48 53° 7′ 32″ N, 8° 30′ 0″ O  | Wohn-/ Wirtschaftsgebäude | Zweiständerhallenhaus in Fachwerk aus der Mitte des 19. Jhs.                                                   | 36103324 | BW   |
| Brookstraße 50 53° 7′ 30″ N, 8° 30′ 5″ O  | Hofanlage Brookstraße 50  | Wohn- und Wirtschaftsgebäude; größere Scheune kleine Scheune, Stall, zwei Nebengebäude                         | 36098985 | BW   |
| Brookstraße 50 53° 7′ 30″ N, 8° 30′ 5″ O  | Scheune                   | Verbohlte Fachwerkscheune aus der 2. Hälfte des 19. Jahrhunderts mit Walmdach in Reetdeckung.                  | 36103428 | BW   |
| Brookstraße 50 53° 7′ 29″ N, 8° 30′ 3″ O  | Nebengebäude              | | 36106728 | BW   |
| Brookstraße 50 53° 7′ 29″ N, 8° 30′ 5″ O  | Stall                     | | 36103403 | BW   |
| Brookstraße 50 53° 7′ 27″ N, 8° 30′ 3″ O  | Nebengebäude              | | 36106794 | BW   |
| Brookstraße 50 53° 7′ 29″ N, 8° 30′ 5″ O  | Wohn-/ Wirtschaftsgebäude | Zweiständerhallenhaus aus der Mitte des 19. Jahrhunderts in Fachwerk mit Krüppelwalmdach                       | 36103351 | BW   |
| Brookstraße 50 53° 7′ 28″ N, 8° 30′ 6″ O  | Scheune                   | Fachwerkscheune aus der Mitte des 19. Jhs., teils verbohlt, teils mit Steinausfachungen, mit Walmdach. die     | 36103378 | BW   |
| Brookstraße 52 53° 7′ 27″ N, 8° 30′ 5″ O  | Hofanlage Brookstraße 52  | Kleiner Backsteinbau, möglicherweise Werkstatt, von der 1. Hälfte des 20. Jhs.                                 | 36098985 | BW   |
| Brookstraße 52 53° 7′ 27″ N, 8° 30′ 5″ O  | Nebengebäude              | Kleiner Backsteinbau, möglicherweise Werkstatt, von der 1. Hälfte des 20. Jhs.                                 | 36106750 | BW   |
| Brookstraße 52 53° 7′ 27″ N, 8° 30′ 6″ O  | Wohn-/ Wirtschaftsgebäude | Zweiständerhallenhaus wohl aus der Mitte des 19. Jhs., in Fachwerk mit Niedersachsengiebeln. Wohnteil ersetzt. | 36103453 | BW   |
| Brookstraße 52 53° 7′ 27″ N, 8° 30′ 7″ O  | Scheune                   | Fachwerkscheune mit Walmdach wohl aus der Mitte des 19. Jhs.                                                   | 36103480 | BW   |
| Brookstraße 53 53° 7′ 24″ N, 8° 30′ 14″ O | Wohn-/ Wirtschaftsgebäude | Zweiständerhallenhaus von 1832 in Fachwerk mit Niedersachsengiebeln                                            | 36103505 | BW   |

## Hiddigwarden
| Lage                                               | Bezeichnung                      | Beschreibung | ID       | Bild |
| -------------------------------------------------- | -------------------------------- | --- | -------- | ---- |
| Hiddigwarder Straße 17 53° 9′ 53″ N, 8° 30′ 27″ O  | Hofanlage Hiddigwarder Straße 17 | Wohn- und Wirtschaftsgebäude, Scheune und Wohnhaus                                                                                                   | 36099296 | BW   |
| Hiddigwarder Straße 17 53° 9′ 53″ N, 8° 30′ 27″ O  | Wohn-/ Wirtschaftsgebäude        | Zweiständerhallenhaus von 1826 mit Backsteinaußenmauern                                                                                              | 36103670 | BW   |
| Hiddigwarder Straße 17 53° 9′ 53″ N, 8° 30′ 26″ O  | Scheune                          | Fachwerkscheune aus der 1. Hälfte des 19. Jhs. | 36103725 | BW   |
| Hiddigwarder Straße 17 53° 9′ 52″ N, 8° 30′ 27″ O  | Wohnhaus                         | Durch einen Gang verbundener eingeschossiger Backsteinbau von wohl 1930 mit Satteldach                                                               | 36103698 | BW   |
| Hiddigwarder Straße 21 53° 9′ 49″ N, 8° 30′ 30″ O  | Wohn-/ Wirtschaftsgebäude        | Vierständerhallenhaus mit Backsteinaußenmauern von um 1890                                                                                           | 36103779 | BW   |
| Hiddigwarder Straße 21 53° 9′ 49″ N, 8° 30′ 28″ O  | Scheune                          | Fachwerkscheune mit Walmdach wohl aus der 2. Hälfte des 19. Jhs.                                                                                     | 36103807 | BW   |
| Hiddigwarder Straße 23 53° 9′ 48″ N, 8° 30′ 30″ O  | Wohn-/ Wirtschaftsgebäude        | Vierständerhallenhaus mit Backsteinaußenmauern aus der 2. Hälfte des 19. Jhs.                                                                        | 36103867 | BW   |
| Hiddigwarder Straße 23a 53° 9′ 47″ N, 8° 30′ 28″ O | Wohn-/ Wirtschaftsgebäude        | Rauchhaus bzw. Heuerhaus | 36103833 | BW   |
| Hiddigwarder Straße 25 53° 9′ 46″ N, 8° 30′ 30″ O  | Wohn-/ Wirtschaftsgebäude        | Hallenhaus mit Backsteinaußenmauern VON wohl um 1870/1880, vermutlich als Heuerhaus gebaut                                                           | 36104079 | BW   |
| Hiddigwarder Straße 27 53° 9′ 46″ N, 8° 30′ 30″ O  | Wohn-/ Wirtschaftsgebäude        | | 36104102 | BW   |
| Hiddigwarder Straße 31 53° 9′ 45″ N, 8° 30′ 34″ O  | Wohn-/ Wirtschaftsgebäude        | Zweiständerhallenhaus mit Backsteinaußenmauern aus der 1. Hälfte des 19. Jhs. und rückwärtiges, querstehendes Wohnhaus                               | 36103940 | BW   |
| Hiddigwarder Straße 31 53° 9′ 45″ N, 8° 30′ 33″ O  | Scheune                          | Fachwerkscheune mit Walmdach aus der Mitte des 19. Jhs.                                                                                              | 36103966 | BW   |
| Hiddigwarder Straße 31 53° 9′ 44″ N, 8° 30′ 34″ O  | Nebengebäude                     | | 36103991 | BW   |
| Hiddigwarder Straße 33 53° 9′ 43″ N, 8° 30′ 34″ O  | Wohn-/ Wirtschaftsgebäude        | Hallenhaus mit Backsteinaußenmauern von um 1870/1880, vermutlich als Heuerhaus gebaut                                                                | 36104056 | BW   |
| Hiddigwarder Straße 35 53° 9′ 43″ N, 8° 30′ 35″ O  | Wohn-/ Wirtschaftsgebäude        | Zweiständerhallenhaus mit Backsteinaußenmauern vom 19. Jh.                                                                                           | 36104742 | BW   |
| Hiddigwarder Straße 35a 53° 9′ 43″ N, 8° 30′ 36″ O | Scheune                          | Fachwerkbau mit Backsteinausfachungen und Walmdach, aus der Mitte des 19. Jhs., heute Wohnhaus                                                       | 36104771 | BW   |
| Hiddigwarder Straße 37 53° 9′ 43″ N, 8° 30′ 39″ O  | Wohn-/ Wirtschaftsgebäude        | Vierständerhallenhaus mit Backsteinaußenmauern von 1852                                                                                              | 36104797 | BW   |
| Hiddigwarder Straße 37 53° 9′ 43″ N, 8° 30′ 37″ O  | Scheune                          | Fachwerkscheune von um die Mitte des 19. Jhs. | 36104824 | BW   |
| Hiddigwarder Straße 39 53° 9′ 41″ N, 8° 30′ 40″ O  | Wohn-/ Wirtschaftsgebäude        | Zweiständerhallenhaus mit Backsteinaußenmauern von um 1880, vermutlich als Heuerhaus gebaut                                                          | 36104856 | BW   |
| Hiddigwarder Straße 40 53° 9′ 40″ N, 8° 30′ 39″ O  | Gulfhaus                         | Rechts Gulfscheune in Backstein aus den 19. Jh. mittig etwas jüngerer Stallflügel, links Wohnhaus von wohl um 1905 (Typus „Oldenburger Hundehütte“). | 36104882 | BW   |
| Hiddigwarder Straße 40 53° 9′ 41″ N, 8° 30′ 39″ O  | Scheune                          | Fachwerkscheune mit Backsteinausfachungen aus der 1. Hälfte des 19. Jhs.                                                                             | 36104933 | BW   |
| Hiddigwarder Straße 41 53° 9′ 41″ N, 8° 30′ 41″ O  | Wohn-/ Wirtschaftsgebäude        | Zweiständerhallenhaus mit Backsteinaußenmauern von wohl um 1870, vermutlich als Heuerhaus gebaut                                                     | 36104958 | BW   |
| Lechterstraße 78 53° 9′ 56″ N, 8° 30′ 33″ O        | Wohn-/ Wirtschaftsgebäude        | Vierständerhallenhaus in Backstein von 1885 | 36105011 | BW   |
| Lechterstraße 78 53° 9′ 57″ N, 8° 30′ 34″ O        | Wohn-/ Wirtschaftsgebäude        | Zweiständerhallenhaus in Fachwerk aus dem frühen 19. Jh.                                                                                             | 36104985 | BW   |
| Lechterstraße 78 53° 9′ 57″ N, 8° 30′ 35″ O        | Scheune                          | Verbohlte Fachwerkscheune aus der 2. Hälfte des 19. Jhs.                                                                                             | 36105037 | BW   |
| Lechterstraße 78 53° 9′ 58″ N, 8° 30′ 37″ O        | Nebengebäude                     | | 36103918 | BW   |
| Lechterstraße 84 53° 9′ 52″ N, 8° 30′ 36″ O        | Wohn-/ Wirtschaftsgebäude        | Zweiständerhallenhaus in Backstein von 1822 | 36105062 | BW   |
| Lechterstraße 88 53° 9′ 49″ N, 8° 30′ 39″ O        | Wohn-/ Wirtschaftsgebäude        | Vierständerhallenhaus mit Backsteinaußenwänden von 1866                                                                                              | 36105090 | BW   |

## Huntebrück
| Lage                                               | Bezeichnung               | Beschreibung                                                              | ID       | Bild |
| -------------------------------------------------- | ------------------------- | ------------------------------------------------------------------------- | -------- | ---- |
| Huntebrücker Straße 1 53° 11′ 50″ N, 8° 26′ 51″ O  | Wohnhaus                  | Wohnhaus einer Hofanlage von wohl um 1908/1910                            | 36105358 | BW   |
| Huntebrücker Straße 13 53° 11′ 52″ N, 8° 26′ 40″ O | Wohn-/ Wirtschaftsgebäude | Vierständerhallenhaus mit Backsteinaußenmauern von 1882                   | 36105408 | BW   |
| Huntebrücker Straße 13 53° 11′ 53″ N, 8° 26′ 39″ O | Scheune                   | Backsteinscheune mit Querdurchfahrt von um 1882                           | 36105385 | BW   |
| Schlüter Straße 15 53° 11′ 51″ N, 8° 27′ 9″ O      | Wohn-/ Wirtschaftsgebäude | Zweiständerhallenhaus mit Backsteinaußenmauern von um 1880                | 36106569 | BW   |
| Schlüter Straße 27 53° 11′ 49″ N, 8° 27′ 21″ O     | Wohn-/ Wirtschaftsgebäude | Zweiständerhallenhaus mit Backsteinaußenmauern von 1894                   | 36106518 | BW   |
| Schlüter Straße 27 53° 11′ 49″ N, 8° 27′ 22″ O     | Stall                     | Backsteinbau mit Satteldach von 1894                                      | 36106544 | BW   |
| Schlüter Straße 31 53° 11′ 48″ N, 8° 27′ 25″ O     | Wohn-/ Wirtschaftsgebäude | Zweiständerhallenhaus mit Backsteinaußenwänden aus der Mitte des 19. Jhs. | 36104125 | BW   |
| Schlüter Straße 31 53° 11′ 48″ N, 8° 27′ 25″ O     | Nebengebäude              | Backsteinbau mit Satteldach. wohl von um 1900                             | 36104174 | BW   |
| Schlüter Straße 31 53° 11′ 48″ N, 8° 27′ 24″ O     | Nebengebäude              | Backsteinbau                                                              | 36104150 | BW   |

## Lauenburg
| Lage                                           | Bezeichnung               | Beschreibung                                                                                  | ID       | Bild |
| ---------------------------------------------- | ------------------------- | --------------------------------------------------------------------------------------------- | -------- | ---- |
| Schlüter Straße 85 53° 11′ 22″ N, 8° 28′ 31″ O | Wohnhaus                  | Putzbau über Kellersockel auf kreuzförmigem Grundriss von wohl um 1885                        | 36106283 |      |
| Schlüter Straße 85 53° 11′ 23″ N, 8° 28′ 31″ O | Gulfscheune               | Gulfscheune in Backstein von wohl um 1885                                                     | 36106310 | BW   |
| Schlüter Straße 85 53° 11′ 22″ N, 8° 28′ 29″ O | Stall                     | Putzbau von wohl um 1885                                                                      | 36106336 | BW   |
| Schlüter Straße 85 53° 11′ 21″ N, 8° 28′ 29″ O | Einfriedung               | Einfriedung an der Straße von 1906 mit Eisengitter und Toranlage aus vier verputzten Pfosten. | 36107128 | BW   |
| Schlüter Straße 86 53° 11′ 22″ N, 8° 28′ 26″ O | Wohn-/ Wirtschaftsgebäude | Zweiständerhallenhaus in Fachwerk aus Mitte des 18. Jhs.                                      | 36106361 | BW   |
| Schlüter Straße 89 53° 11′ 18″ N, 8° 28′ 33″ O | Wohnhaus                  | Differenzierter Putzbau auf Sockelgeschoss von um 1905                                        | 36106257 | BW   |
| Schlüter Straße 91 53° 11′ 16″ N, 8° 28′ 34″ O | Wohnhaus                  | Putzbau auf Kellersockel von um 1905                                                          | 36106231 | BW   |
| Schlüter Straße 95 53° 11′ 15″ N, 8° 28′ 34″ O | Wohnhaus                  | Backsteinbau von um 1905 vom Typ „Oldenburger Hundehütte“                                     | 36106205 | BW   |

## Neuenhuntorf
| Lage                                                 | Bezeichnung                 | Beschreibung | ID       | Bild           |
| ---------------------------------------------------- | --------------------------- | --- | -------- | -------------- |
| Neuenhuntorfer Straße 28 53° 11′ 0″ N, 8° 25′ 27″ O  | Wohnhaus                    | Backsteinbau mit Drempel von um 1890, rückwärtig breiterer Quertrakt | 36105510 | BW             |
| Neuenhuntorfer Straße 28 53° 11′ 0″ N, 8° 25′ 26″ O  | Scheune                     | Nördliche Gulfscheune von um 1890 | 36105644 | BW             |
| Neuenhuntorfer Straße 28 53° 10′ 59″ N, 8° 25′ 27″ O | Scheune                     | Südliche Gulfscheune von um 1890. | 36105667 | BW             |
| Neuenhuntorfer Straße 36 53° 10′ 59″ N, 8° 25′ 27″ O | Kirche St. Marien           | Saalkirche aus Backstein mit vorgesetztem Westturm und geradem Chorschluss, erbaut 1489, 1502 nach Westen verlängert. Turm 1763 | 36105693 | Weitere Bilder |
| Neuenhuntorfer Straße 36 53° 10′ 55″ N, 8° 25′ 28″ O | Friedhof                    | Friedhof um die Neuenhuntorfer Pfarrkirche. Gestaltet durch Wege und einzelne, z. T. markante Bäume. Die ältesten Grabsteine aus dem 18. Jh. Separat ausgewiesen eine barocke Gruftanlage nordöstlich der Kirche. Angelegt wohl zusammen mit dem Kirchenbau 1489. | 36105563 | BW             |
| Neuenhuntorfer Straße 38 53° 10′ 54″ N, 8° 25′ 33″ O | Wohn-/ Wirtschaftsgebäude   | Zweiständerhallenhaus in Fachwerk von 1687 | 36105617 | BW             |
| Neuenhuntorfer Straße 54 53° 10′ 47″ N, 8° 25′ 35″ O | Herrenhaus Gut Neuenhuntorf | Barocker Backsteinbau von 1678, östliches Mittelportal mit Rokokotür, mehreren Räumen mit Deckenmalereien, Bauherr Anton Günther von Münnich (1650-1721), Ausmalung 1688.                                                                                         | 36105617 | BW             |
| Neuenhuntorfer Straße 54 53° 10′ 47″ N, 8° 25′ 36″ O | Gulfscheune                 | Nordseitiger langgestreckter Backsteinbau von um 1890 | 36105755 | BW             |
| Neuenhuntorfer Straße 54 53° 10′ 47″ N, 8° 25′ 37″ O | Park Gut Neuenhuntorf       | | 36107512 | BW             |
| Neuenhuntorfer Straße 54 53° 10′ 45″ N, 8° 25′ 38″ O | Graft                       | | 36107787 | BW             |

## Schlüte
| Lage                                           | Bezeichnung               | Beschreibung                                                                                    | ID       | Bild |
| ---------------------------------------------- | ------------------------- | ----------------------------------------------------------------------------------------------- | -------- | ---- |
| Schlüter Straße 62 53° 11′ 30″ N, 8° 27′ 59″ O | Wohn-/ Wirtschaftsgebäude | Vierständerhallenhaus mit Backsteinaußenmauern aus der 1. Hälfte des 19. Jhs.                   | 36106465 | BW   |
| Schlüter Straße 62 53° 11′ 31″ N, 8° 27′ 58″ O | Scheune                   | Fachwerkscheune in Ankerbalkenkonstruktion mit Niedersachsengiebeln. aus der Mitte des 19. Jhs. | 36106492 | BW   |
| Schlüter Straße 77 53° 11′ 27″ N, 8° 28′ 19″ O | Wohn-/ Wirtschaftsgebäude |                                                                                                 | 36106388 | BW   |
| Schlüter Straße 77 53° 11′ 27″ N, 8° 28′ 18″ O | Gulfscheune               | Sehr verfallen                                                                                  | 36106414 | BW   |
| Schlüter Straße 77 53° 11′ 27″ N, 8° 28′ 17″ O | Scheune                   | Sehr verfallen                                                                                  | 36106440 | BW   |

## Außerhalb
| Lage                                                                 | Bezeichnung                     | Beschreibung | ID       | Bild |
| -------------------------------------------------------------------- | ------------------------------- | --- | -------- | ---- |
| Am Schlüterdeich 7 53° 11′ 50″ N, 8° 27′ 34″ O                       | Wohn-/ Wirtschaftsgebäude       | Zweiständerhallenhaus in Fachwerk von 1796 | 36106651 | BW   |
| An den Sielen 53° 11′ 48″ N, 8° 27′ 49″ O                            | Schlütersiel-Denkmal            | Denkmal von 1926 | 36106596 |      |
| An den Sielen 53° 12′ 2″ N, 8° 28′ 14″ O                             | Mittlerer Siel (Altes Sieltief) | Siel der Unteren Ollen. Sieldurchlass in Sandsteinmauerwerk mit Tonnengewölbe. Torvorrichtungen erhalten, Tore fehlen. Auf beiden Seiten Brüstungen mit Inschriftentafeln erhalten. Bezeichnet 1752 (Ostseite) bzw. 1897 (Westseite).                                                                                               | 36102873 |      |
| An den Sielen 53° 12′ 9″ N, 8° 28′ 17″ O                             | Kriegerdenkmal                  | Auf halbkreisförmigem Grundriss errichtete Mauer aus Sandsteinquadern (wiederverwendet vom unteren Huntesiel), an der Innenseite drei Gedenktafeln für die Toten und Teilnehmer des I. Weltkriegs, bekrönt von drei Sandsteinkugeln. Davor an Feldsteinen montiert Gedenktafel für den Deutsch-Französischen Krieg. Errichtet 1927. | 36103084 |      |
| Bettingbührener Straße 41 53° 12′ 2″ N, 8° 28′ 25″ O                 | Wohn-/ Wirtschaftsgebäude       | Zweiständerhallenhaus in Fachwerk von 1764, Wirtschaftstei am Ende des 19. Jhs. erneuert | 36103031 | BW   |
| Deichstraße 26 53° 12′ 27″ N, 8° 29′ 11″ O                           | Piependammer Siel               | Früheres Gewölbesiel eines Kanals von der Ollen zur Weser. Sichtbar erhalten das Binnenhaupt aus Sandstein mit Relieftafel in geschwungener Rahmung und abschließendem Gesims. Auf der einen Seite Inschrift, auf der anderen Wappen. Bezeichnet 1769, 1929 aufgegeben, nach der Sturmflut von 1962 endgültig geschlossen.          | 36104584 |      |
| Deichstraße 51d 53° 12′ 0″ N, 8° 29′ 45″ O                           | Windmühle                       | Galerieholländer von um 1865 mit achteckigem dreigeschossiger Unterbau, reetgedecktem Aufbau und Haube aber ohne Flügel | 36104454 |      |
| Dreisielen 23 53° 11′ 56″ N, 8° 28′ 8″ O                             | Kleiner Siel                    | Siel des Alten Huntearmes. Tonnengewölbter Sieldurchlass in Sandsteinmauerwerk. Torvorrichtungen erhalten, Tore fehlen. Auf der Ostseite von Voluten flankierte Brüstungsplatte mit Inschrift. Außentief abgedämmt. Bezeichnet 1757.                                                                                                | 36106626 |      |
| Ganspe, Deichstraße 164 53° 10′ 49″ N, 8° 32′ 43″ O                  | Gulfhaus                        | großes Gulfhaus aus Backstein von um 1880 | 36103109 | BW   |
| Motzen, Deichstraße 191 53° 10′ 37″ N, 8° 33′ 25″ O                  | Wohnhaus                        | Putzbau auf Kellersockel aus dem ersten Jahrzehnt des 20. Jhs. | 36105465 | BW   |
| Hannöver, Lechterstraße 44 53° 10′ 29″ N, 8° 30′ 20″ O               | Wohn-/ Wirtschaftsgebäude       | Zweiständerhallenhaus in Fachwerk von wohl um 1800 | 36103212 | BW   |
| Hannöver, Lechterstraße 44 53° 10′ 30″ N, 8° 30′ 20″ O               | Scheune                         | Verbohlte Fachwerkscheune mit Walmdach aus der 1. Hälfte des 19. Jhs. | 36103242 | BW   |
| Hannöver, Lechterstraße 44 53° 10′ 29″ N, 8° 30′ 19″ O               | Bauerngarten                    | | 36107256 | BW   |
| Hekeln, Hekeler Straße 12 53° 9′ 30″ N, 8° 31′ 17″ O                 | Wohnhaus                        | Backsteinbau mit Drempel und Satteldach (Typus „Oldenburger Hundehütte“) vom Ende des 19. Jhs. | 36103532 | BW   |
| Hekeln, Hekeler Straße 12 53° 9′ 31″ N, 8° 31′ 17″ O                 | Gulfscheune                     | Zurückgesetzt stehender Backsteinbau von 1898 | 36103561 | BW   |
| Hekeln, Hekeler Straße 14 53° 9′ 29″ N, 8° 31′ 21″ O                 | Wohn-/ Wirtschaftsgebäude       | Vierständerhallenhaus mit Backsteinaußenmauern von 1880 | 36103591 | BW   |
| Hekeln, Hekeler Straße 14 53° 9′ 29″ N, 8° 31′ 20″ O                 | Gulfscheune                     | Backsteinbau von 1902 | 36103617 | BW   |
| Hiddigwardermoor, Feldmarkstraße 1 53° 8′ 22″ N, 8° 29′ 20″ O        | Wohn-/ Wirtschaftsgebäude       | Zweiständerhallenhaus in Fachwerk wohl aus der Mitte des 19. Jhs. | 36105199 | BW   |
| Hiddigwardermoor, Vörreeg 11 53° 8′ 47″ N, 8° 28′ 47″ O              | Wohn-/ Wirtschaftsgebäude       | Zweiständerhallenhaus in Fachwerk aus der Mitte des 19. Jhs. | 36106130 | BW   |
| Hiddigwardermoor, Vörreeg 11 53° 8′ 47″ N, 8° 28′ 47″ O              | Scheune                         | Verbohlte Fachwerkscheune in Ankerbalkenkonstruktion aus der Mitte des 19. Jhs. | 36106156 | BW   |
| Hiddigwardermoor, Vörreeg 14 53° 9′ 4″ N, 8° 26′ 12″ O               | Wohn-/ Wirtschaftsgebäude       | Zweiständerhallenhaus in Fachwerk wohl aus der 1. Hälfte des 19. Jhs. | 36105301 | BW   |
| Neuenhuntorfermoor, Hoher Weg 1 53° 8′ 54″ N, 8° 27′ 13″ O           | Wohn-/ Wirtschaftsgebäude       | Zweiständerhallenhaus in Fachwerk aus der Mitte des 19. Jhs. Derzeit (2021) abgängig. | 36105809 | BW   |
| Neuenhuntorfermoor, Neuenkooper Straße 10 53° 9′ 10″ N, 8° 25′ 42″ O | Wohn-/ Wirtschaftsgebäude       | Vierständerhallenhaus in Backstein von 1927 | 36105782 | BW   |
| Neuenkoop, Neuenkooper Straße 62 53° 8′ 54″ N, 8° 27′ 13″ O          | Wohn-/ Wirtschaftsgebäude       | | 36105919 | BW   |
| Neuenkoop, Neuenkooper Straße 64 53° 8′ 56″ N, 8° 27′ 19″ O          | Wohnhaus                        | Putzbau von 1902 mit Drempel | 36105893 | BW   |
| Neuenkoop, Neuenkooper Straße 64 53° 8′ 56″ N, 8° 27′ 17″ O          | Wohn-/ Wirtschaftsgebäude       | Zweiständerhallenhaus in Fachwerk von 1838 bzw. 1855, Umbau nach 1902 | 36105838 | BW   |
| Neuenkoop, Neuenkooper Straße 64 53° 8′ 57″ N, 8° 27′ 17″ O          | Scheune                         | Verbohlte Fachwerkscheune in Ankerbalkenkonstruktionvon um 1860. | 36105866 | BW   |
| Ocholt, Ochholter Straße 16 53° 8′ 17″ N, 8° 26′ 44″ O               | Alte Schule Ocholt              | traufständiger Backsteinbau von 1905, heute Wohnhaus | 36105946 | BW   |
| Ollen, Ollener Straße 42 53° 10′ 15″ N, 8° 30′ 7″ O                  | Wohn-/ Wirtschaftsgebäude       | Vierständerhallenhaus mit Backsteinaußenmauern von wohl um 1890 | 36105972 | BW   |
| Ollen, Ollener Straße 42 53° 10′ 14″ N, 8° 30′ 7″ O                  | Scheune                         | Fachwerkscheuneaus der Mitte des 19. Jhs. | 36105998 | BW   |
| Ollenermoor, Vörreeg 4 53° 8′ 30″ N, 8° 28′ 20″ O                    | Wohn-/ Wirtschaftsgebäude       | Zweiständehallenhaus in Fachwerk von 1886 | 36106076 | BW   |
| Ollenermoor, Vörreeg 4 53° 8′ 30″ N, 8° 28′ 19″ O                    | Scheune                         | Verbohlte Fachwerkscheune in Ankerbalkenkonstruktion aus den 1880er Jahren | 36106104 | BW   |
| Ollenermoor, Vörreeg 4 53° 8′ 31″ N, 8° 28′ 18″ O                    | Baumbestand                     | Alter markanter, wäldchenartiger Baumbestand zwischen Hof und Straße. Überwiegend Eichen. | 36107488 | BW   |
| Pfahlhausen, Paalweg 5 53° 8′ 2″ N, 8° 25′ 30″ O                     | Wohn-/ Wirtschaftsgebäude       | Zweiständerhallenhaus in Fachwerk von wohl um 1800 | 36106181 | BW   |
| Warfleth, Deichstraße 53° 11′ 1″ N, 8° 31′ 47″ O                     | St. Marien (Schifferkirche)     | Saalkirche von 1417-1425 aus Backstein mit leicht eingezogenem Chor, mit rechteckigen Glockenhaus von 1635, seit 1962 wieder freigelegt | 36106676 |      |
| Warfleth, Deichstraße 53° 11′ 1″ N, 8° 31′ 48″ O                     | Friedhof                        | Friedhof als Grünfläche, seit Rückverlegung des Deiches im späten 18. Jh. auf eine Restfläche südlich der Kirche reduziert, seit 1840 nicht mehr belegt | 36107001 |      |
| Wehrder, Wehrder Straße 65 53° 12′ 35″ N, 8° 27′ 8″ O                | Backhaus                        | Backsteinbau unter Satteldach. Backofen erhalten. Öffnungen segmentbogig. Backsteingliederung: Traufgesims auf stilisierten Konsolen, am Giebel ansteigender Treppenfries auf stilisierten Konsolen. Erbaut wohl im letzten Viertel des 19. Jhs.                                                                                    | 36104292 | BW   |